# 今井誠二
今井 誠二（いまい せいじ、1960年4月6日 - ）は日本の牧師、聖書学者。

## 来歴
東京都出身。
1983年東京外国語大学外国語学部ドイツ語科卒業。1985年西南学院大学神学部神学科卒業。1997年東京大学大学院人文科学研究科西洋古典学専攻。博士課程中退。
1986年日本バプテスト連盟恵泉バプテスト教会協力牧師。
1992年ドイツのアウグスターナ大学に留学。
2004年1月、特定非営利活動法人仙台夜まわりグループ理事長に就任。
2009年尚絅女学院短期大学講師、尚絅学院大学女子短期大学部助教授を経て、尚絅学院大学総合人間科学部人間心理学科准教授。

## 翻訳
- 『Q資料注解』（ディーター・ツェラー、教文館、聖書の研究シリーズ57） 2000